# آدل دی‌گارد
آدل دی‌گارد (انگلیسی: Adele DeGarde؛ ۳ مه ۱۸۹۹ – نوامبر ۱۹۷۲) یک هنرپیشه اهل ایالات متحده آمریکا بود.
از فیلم‌ها یا برنامه‌های تلویزیونی که وی در آن نقش داشته است می‌توان به فریب، چراغ‌های نیویورک، پزشک دهکده و در ایتالیای کوچک اشاره کرد.